# Regno nabateo
Il Regno nabateo (in arabo المملكة النبطية‎?) fu un regno della popolazione araba dei Nabatei durante l'antichità classica.
Si estendeva a sud lungo la costa del Mar Rosso nel deserto dell'Hejaz, fino a nord fino a Damasco, che controllò per un breve periodo (85-71 a.C.) Il regno nabateo controllava molte delle rotte commerciali dell'area, accumulando una grande ricchezza e attirando l'invidia dei suoi vicini. 
Il regno nabateo rimase indipendente dal IV secolo a.C. fino a quando fu annesso dall'Impero romano nel 106 d.C., dove fu rinominato in Arabia Petraea.

## Storia

### I Nabatei
I Nabatei erano una delle numerose tribù nomadi dei beduini che vagavano per il deserto arabo e si trasferivano con le loro mandrie ovunque potessero trovare pascoli e acqua. Divennero familiari con la loro area man mano che passavano le stagioni e lottavano per sopravvivere durante i brutti anni in cui le precipitazioni stagionali diminuivano. Sebbene i Nabatei fossero inizialmente radicati nella cultura aramaica, le teorie su di loro che hanno radici arameiche sono respinte dagli studiosi moderni. Invece, prove archeologiche, religiose e linguistiche confermano che sono una tribù dell'Arabia del Nord.
L'origine precisa della tribù specifica dei nomadi arabi rimane incerta. Un'ipotesi individua la loro patria originaria nell'odierno Yemen, nel sud-ovest della penisola arabica, ma le loro divinità, lingua e scrittura non condividono nulla con quelle dell'Arabia meridionale. Un'altra ipotesi sostiene che provenissero dalla costa orientale della penisola.
Il suggerimento che provenissero dall'area di Hegiaz è considerato il più convincente, poiché condividono molte divinità con gli antichi popoli; nbtw, la consonante di radice del nome della tribù, si trova nelle prime lingue semitiche di Hegiaz.
Le somiglianze tra il tardo dialetto arabo nabateo e quelle trovate in Mesopotamia durante il periodo neo-assiro, così come un gruppo con il nome di "Nabatu" elencato dagli Assiri come una delle numerose tribù arabe ribelli nella regione, suggerisce una connessione tra i due.
I Nabatei potrebbero essersi originati da lì e migrati ad ovest tra il VI e il IV secolo a.C. nell'Arabia nordoccidentale e gran parte dell'attuale Giordania. I Nabatei sono stati falsamente associati ad altri gruppi di persone. Un popolo chiamato "Nabaiti", che fu sconfitto dal re assiro Assurbanipal, fu associato da alcuni con i Nabatei a causa della tentazione di collegare i loro nomi simili. Un altro equivoco è la loro identificazione con il Nebaioth della Bibbia ebraica, i discendenti di Ismaele, figlio di Abramo.
A differenza del resto delle tribù arabe, i Nabatei emersero successivamente come attori fondamentali nella regione durante i loro periodi di prosperità. Tuttavia, la loro influenza svanì e i Nabatei furono dimenticati.

### Lo sviluppo

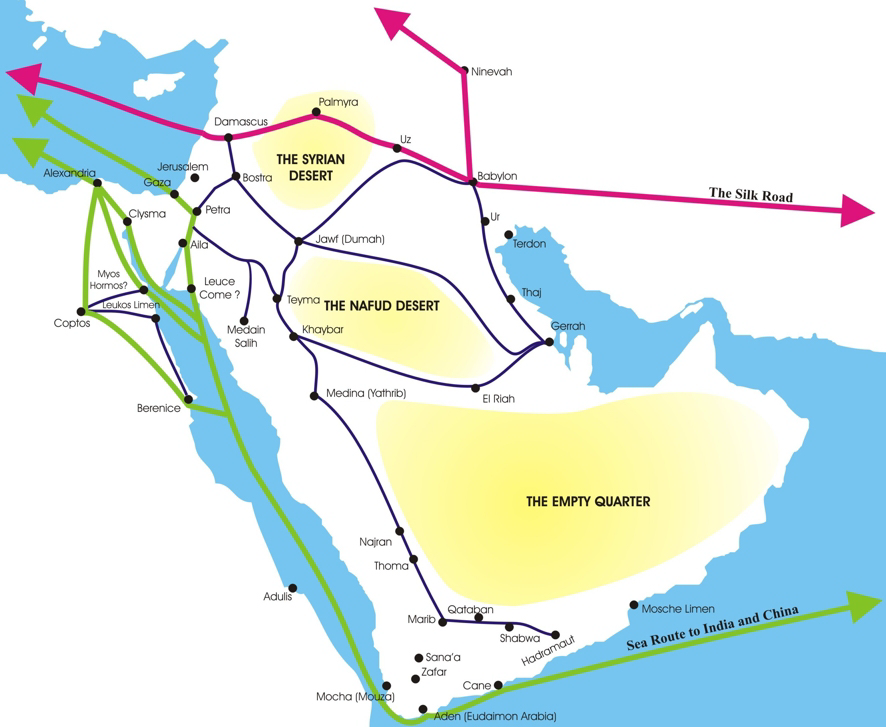
Le rotte commerciali dell'antico Medio Oriente, quando Petra era l'ultima fermata per le carovane che trasportavano spezie prima di essere spedite nei mercati europei attraverso il porto di Gaza.

Sebbene i Nabatei fossero alfabetizzati, non lasciarono lunghi testi storici. Tuttavia, ci sono migliaia di iscrizioni ancora oggi trovate in diversi luoghi in cui un tempo vivevano, compresi i graffiti e le monete coniate. Tutto ciò che può essere detto con certezza sulla storia dei Nabatei, è che sono noti in documenti storici dal IV secolo a.C. Ora sembra che ci siano prove che siano anteriori all'evento di Diodoro, poiché le scoperte di ostraca in aramaico indicano che la provincia Achemenide Idumea deve essere stata fondata prima del 363 a.C. dopo la fallita rivolta del faraone Hakor e del re Evagora di Salamina che i Qedariti, per qualche motivo, si unirono alla coalizione contro i persiani, che costò loro un enorme pezzo del loro territorio. Di conseguenza, i Qedariti persero il loro privilegio del commercio di incenso e furono, presumibilmente, sostituiti dai Nabatei. È stato sostenuto che i persiani persero il loro interesse nell'ex territorio del regno edomita dopo il 400 a.C. che ha permesso ai Nabatei di guadagnare risalto in quella zona. Tutti questi cambiamenti hanno contribuito al processo attraverso il quale i Nabatei hanno acquisito il controllo del commercio di incenso da Dedan a Gaza.

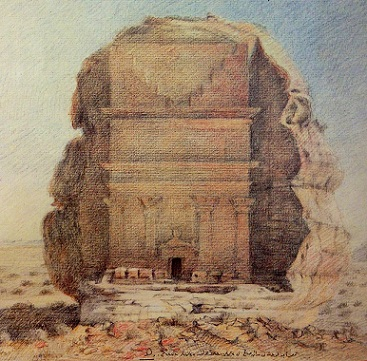
Dipinto di una tomba nabatea, Qasr al Farid, situata a Mada'in Saleh, in Arabia Saudita

Il primo riferimento ai Nabatei è dello storico greco Diodoro Siculo che visse intorno al 30 a.C., ma comprende informazioni di circa 300 anni prima su di loro. Usa una fonte di Ieronimo di Cardia; uno dei generali di Alessandro Magno che ebbe un incontro di prima mano con i Nabatei. Diodoro racconta come i nabatei sopravvivevano in un deserto senz'acqua e come riuscivano a sconfiggere i nemici nascondendosi nel deserto finché questi ultimi non si arrendevano per mancanza d'acqua. I Nabatei scavarono cisterne coperte e lasciarono segni noti solo a loro stessi.
Diodoro scrisse di come erano "eccezionalmente affezionati alla libertà" e include un resoconto delle irruzioni infruttuose che furono iniziate dal generale greco Antigono I nel 312 a.C.
(Diodoro Siculo)
Dopo la morte di Alessandro Magno nel 323 a.C, il suo impero si divise tra i suoi generali. Durante il conflitto tra i generali di Alessandro, Antigono I conquistò il Levante e ciò lo portò ai confini di Edom, appena a nord di Petra.
I ricchi Nabatei diventarono il prossimo obiettivo di Antigono, la loro ricchezza fu generata dalle entrate delle carovane commerciali che trasportavano l'incenso, la mirra e altre spezie da Eudaemon nell'odierno Yemen, attraverso la penisola arabica, passando per Petra e finendo nel porto di Gaza per la spedizione ai mercati europei.
Questa ricchezza distingueva i Nabatei dalle altre tribù arabe.
Secondo Diodoro Siculo, quando Antigono conquistò la Siria e la Fenicia, cercò l'estensione del suo dominio incorporando: "la terra degli arabi che sono chiamati Nabatei". Ha inviato Ateneo per questo compito avendo 4000 fanti e 600 cavalieri sotto la sua guida, per attaccare gli arabi nabatei e prendere le loro mandrie e i possedimenti come bottino. Prima che Ateneo avanzasse, fu informato che questi arabi in certe date dell'anno si radunavano per delle feste nazionali, durante il quale le loro donne, i bambini e gli anziani venivano lasciati in un determinato luogo chiamato la Roccia (descrizione che si adatta a Petra). Giunto mentre i Nabatei andavano via, Ateneo sorprese gli abitanti e riuscì a saccheggiare tonnellate di spezie e argento da Petra nel 312 a.C; sebbene l'anno sia considerato l'inizio ufficiale della storia dei nabatei, essi erano già molto ricchi.
Partendo prima della notte, Ateneo attraversò 200 stadi prima che il suo esercito si stancasse e si fermò a riposare, sicché Ateneo pensava di essere al riparo da ogni pericolo nabateo. Dopo aver sentito dell'aggressione ad Antigono, 8000 soldati nabatei inseguirono l'esercito di Antigono e li attaccarono nel loro campo distruggendo praticamente l'intero esercito, Diodoro descrisse l'evento:

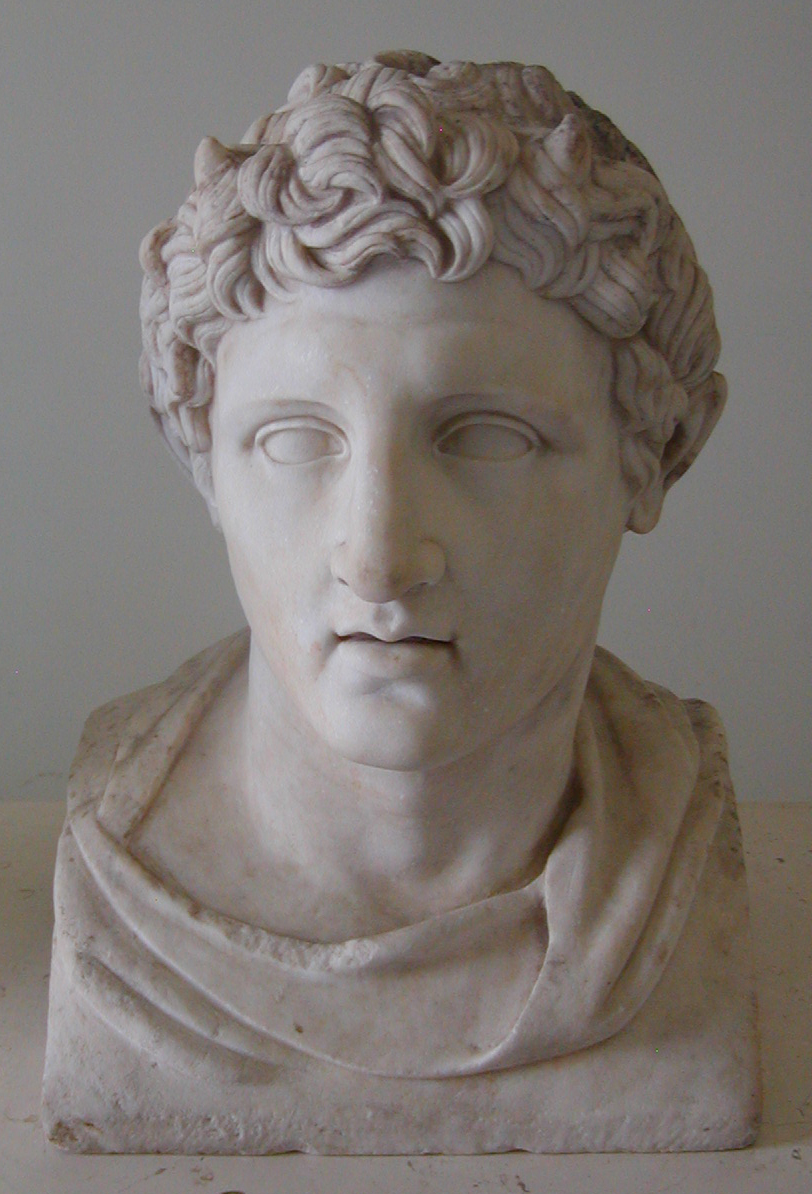
Busto in marmo di Demetrio I Poliorcete. Copia romana del I secolo d.C. di un originale greco del III secolo a.C.

Lo stesso Ateneo fu ucciso. Diodoro attribuì ad Ateneo il fallimento a causa sua incapacità di predire il rapido movimento dei Nabatei. Per questa ragione non aveva posto alcun esploratore sulla sua strada rendendolo totalmente vulnerabile. Quando i Nabatei raggiunsero Petra, scrissero una lettera ad Antigono, spiegando come la responsabilità di ciò che accadeva fosse dovuta all'assalto di Ateneo, e che loro stessi non volevano la guerra. Antigono rispose che Ateneo agiva da solo senza una precedente approvazione. Antigono intendeva dalla sua corrispondenza prendere alla sprovvista i Nabatei e, nonostante la finzione dei Nabatei, essi erano estremamente sospettosi della lettera di Antigono e si preparavano ad ogni futuro attacco stabilendo una serie di avamposti ai margini delle montagne.
Quando Antigono decise di vendicare la sconfitta di Ateneo, mandò 4000 fanti e 4000 cavalieri a marciare nel paese degli arabi sotto il comando del figlio Demetrio, che era noto ai greci con il suo epiteto "l'assediante". Quando raggiunse i territori nabatei, gli esploratori usarono i segnali di fumo per informare gli abitanti dell'avanzata dell'esercito di Antigono. Questa volta i Nabatei erano pronti ad affrontare il loro nemico; sistemarono un esercito in piedi a Petra per proteggere ciò che non potevano trasportare e divisero le loro mandrie e i possedimenti in gruppi con dei combattenti che si rifugiarono in terreni aspri come deserti e cime delle montagne che erano parzialmente invincibili da sottomettere.
I Nabatei utilizzavano il terreno a loro vantaggio navigando nel deserto, oltre alla loro capacità di trovare eccedenze di acqua in varie cisterne sotterranee costruite per raccogliere le piogge stagionali. Mentre i greci invadevano Petra, non erano in grado di prenderla. Invece, gli arabi mandarono un messaggio a Demetrio dicendo che la sua aggressività non aveva senso, dal momento che la loro terra era semi-arida e non avevano alcun desiderio di essere loro schiavi. Alla fine Demetrio fu costretto a concedere i termini di pace e ritirarsi, prendendo deo prigionieri e dei regali. Più tardi fu rimproverato da suo padre per i suoi rapporti di pace con i Nabatei, ma dopo aver saputo che suo figlio aveva trovato importanti depositi di bitume, che era essenziale per il processo di imbalsamazione, lo pregò per i benefici economici della sua scoperta. Ciò incoraggiò Antigono a inviare un'altra spedizione sotto Geronimo di Cardia per raccogliere tutto il bitume che poteva essere estratto dal lago, i Nabatei (in numero di 6000) infuriati da un'altra aggressione li attaccarono vigorosamente nelle loro navi e li uccisero quasi tutti con frecce. Pertanto, Antigono perse ogni speranza di guagagnare in quel modo. L'evento è descritto come il primo episodio in cui un prodotto petrolifero del Medio Oriente era la causa di guerra.
La serie di guerre tra i generali greci si concluse in una disputa sulle terre della Giordania moderna tra i Tolomei con base in Egitto e i Seleucidi con sede in Siria. Il conflitto permise ai Nabatei di estendere il loro regno oltre Edom.

### Il regno

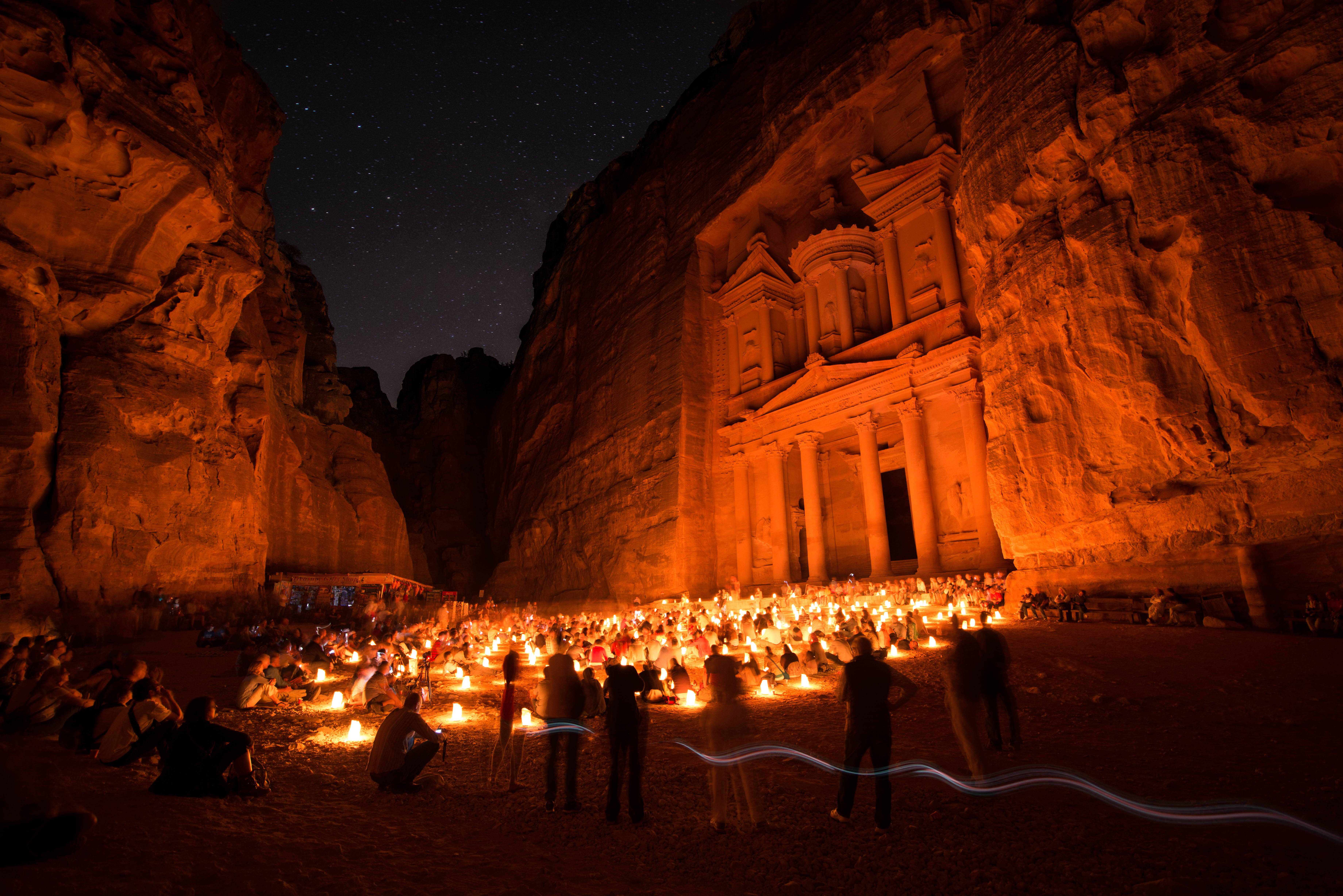
Al-Khazneh scolpita nella roccia dai Nabatei nella loro capitale, Petra.

Durante la fine del IV secolo a.C., i Nabatei occuparono l'Hegiaz settentrionale, Edom e il Negev nel Mar Mediterraneo. Insieme ad alcune isole al largo e un tratto di terra lungo la costa del Mar Rosso. Diodoro ricorda che i Nabatei avevano attaccato navi mercantili appartenenti ai Tolomei in Egitto, ma furono presto presi di mira da una forza più grande e "puniti come meritavano".
Mentre è sconosciuto il motivo per cui i ricchi Nabatei si sono rivolti alla pirateria, una possibile ragione è che hanno ritenuto che i loro interessi commerciali fossero minacciati dalla rotta commerciale navale attraverso il Mar Rosso. Mezzo secolo dopo le aggressioni di Antigono è il secondo riferimento storico ai Nabatei di Hauran.
Dionisio, uno dei due impiegati greci che cercavano una carriera alternativa vendendo donne come schiave del sesso, una volta fu detenuto dai Nabatei per una settimana durante uno dei suoi commerci. Considerando la straordinaria eguaglianza di genere della società nabatea in quel momento, è probabile che si opponessero al trattamento delle donne nella loro zona, che ritenevano fossero responsabili nel corso del mantenimento dell'ordine pubblico.
Areta I è il primo re dei Nabatei, il cui nome è stato trovato su un'iscrizione nel Negev risalente al II secolo a.C. Nello stesso periodo, i Nabatei arabi e i vicini Maccabei ebrei avevano mantenuto un rapporto amichevole, il primo aveva simpatizzato con il Maccabeo che veniva maltrattato dai Seleucidi. I Nabatei iniziarono a coniare monete durante lo stesso secolo, rappresentando l'ampia indipendenza economica e politica di cui godevano.
Petra è stata inserita in una lista delle principali città dell'area mediterranea visitata da un notabile da Priene, un segno dell’importanza della Nabatea nel mondo antico. Petra fu inclusa con Alessandria, come una città suprema nel mondo civilizzato.

### Nabatei e asmonei

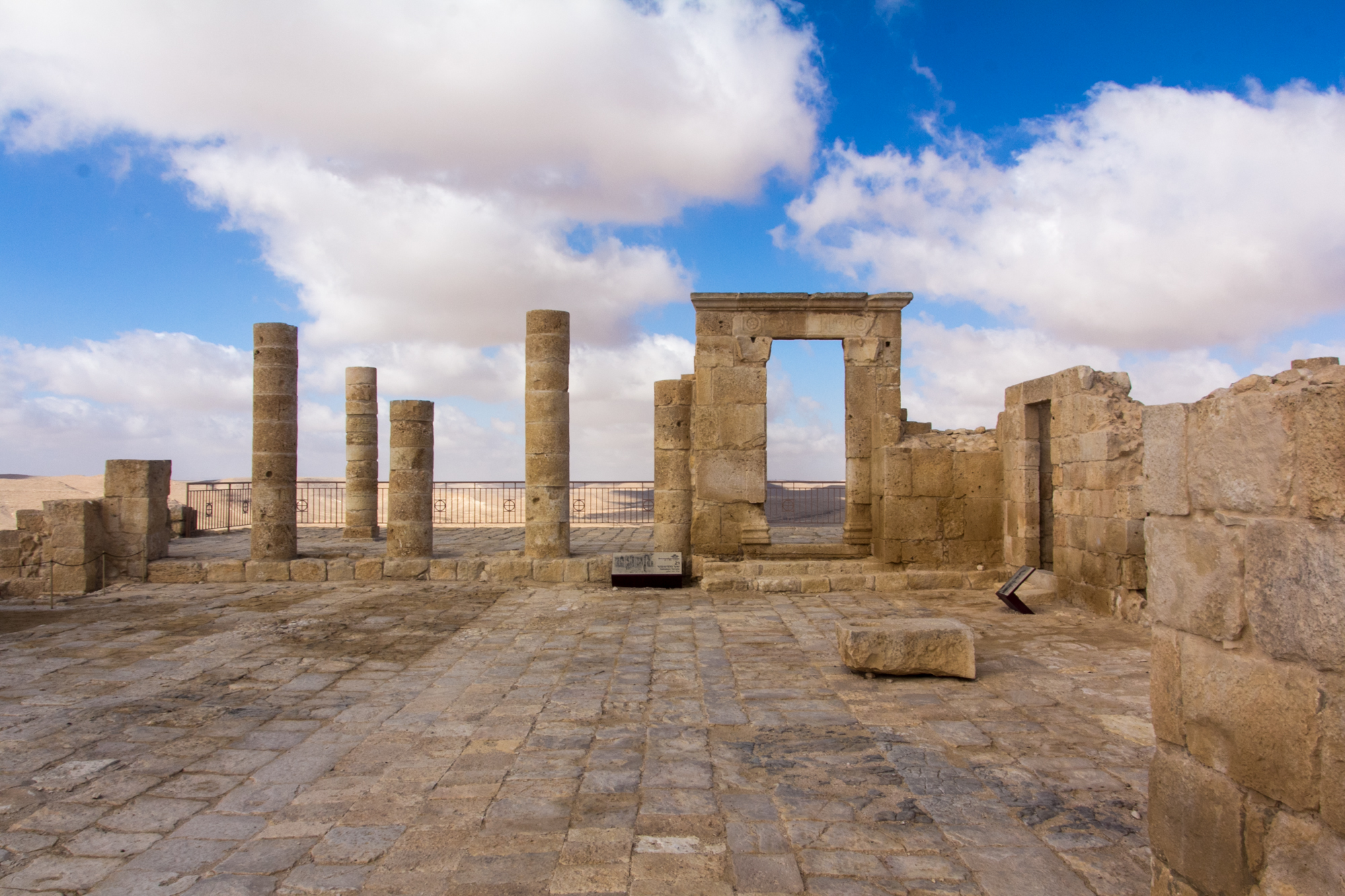
Tempio di Avdat nel Negev, costruito dai Nabatei per commemorare il re Oboda I e le sue vittorie contro gli Asmonei e i Seleucidi.

I Nabatei erano alleati dei Maccabei durante le loro lotte contro i monarchi seleucidi. Divennero quindi rivali dei loro successori, la dinastia degli Asmonei giudei e un elemento principale nei disordini che invitarono l'intervento di Pompeo in Giudea. Il porto di Gaza era l'ultima tappa per le spezie che venivano trasportate dalle carovane commerciali prima della spedizione verso i mercati europei, e così i Nabatei esercitarono una notevole influenza sugli abitanti di Gaza.
Il re asmoneo Alessandro Ianneo assediò la città di Gaza intorno al 100 a.C., in base al fatto che gli abitanti di Gaza avevano favorito i Tolomei sui giudei nelle loro recenti battaglie. Gaza fu occupata e i suoi abitanti messi a ferro di spada da Ianneo.
Gli Asmonei, sotto Ianneo, lanciarono una campagna che conquistò diversi territori nella Transgiordania a nord della Nabataea, lungo la strada per Damasco, tra cui il nord di Moab e Galaad. Le acquisizioni territoriali hanno minacciato gli interessi commerciali nabatei, sia a Gaza che ai Seleucidi a Damasco. Il re dei Nabatei, Oboda, ha combattuto per ripristinare le aree. Oboda riuscì a sconfiggere Ianneo nella battaglia di Gadara intorno al 93 a.C, quando tese un'imboscata a lui e alle sue forze in una ripida valle dove Ianneo "fu fortunato a fuggire vivo".
Dopo la vittoria dei Nabatei sui Giudei, i primi erano ora in disaccordo con i Seleucidi, che non erano impressionati dalla crescente influenza dei Nabatei nel sud dei loro territori. I Nabatei furono di nuovo vittoriosi sui Greci, e questa volta sui Seleucidi. Durante la battaglia di Cana, il re seleucide Antioco XII dichiarò guerra ai Nabatei e il re stesso fu ucciso durante il combattimento. Il suo esercito demoralizzato fuggì e morì nel deserto per la fame. Dopo le vittorie di Oboda sui Giudei e sui Greci, divenne il primo re nabateo ad essere adorato come un dio dal suo popolo.
Avdat era un tempio costruito nel deserto del Negev dai Nabatei per commemorare Oboda. Fu sepolto lì e sono state trovate iscrizioni che si riferiscono a "Oboda il dio".
Durante il regno di Areta III (87-62 a.C.) il regno sembra aver raggiunto il suo zenit territoriale, ma fu sconfitto da un esercito romano sotto il comando di Marco Emilio Scauro. L'esercito di Scauro assediò persino Petra, ma alla fine fu negoziato un compromesso. Pagando un tributo, Areta III ricevette il riconoscimento formale dalla Repubblica Romana.
Il regno nabateo si vide lentamente circondato dall'impero romano in espansione, che conquistò l'Egitto e annesse la Giudea asmonea. Mentre il regno nabateo riuscì a conservare la sua indipendenza formale e divenne un regno cliente sotto l'influenza di Roma.

### Annessione all'Impero romano
Nel 106 d.C., durante il regno dell'imperatore romano Traiano, l'ultimo re del regno nabateo Rabel II Soter morì. Ciò potrebbe aver spinto l'annessione ufficiale dei Nabatei all'impero romano, ma le ragioni formali e il modo esatto dell'annessione non sono note. Alcune prove epigrafiche suggeriscono una campagna militare, comandata da Cornelio Palma, il governatore della Siria. Le forze romane sembrano provenire dalla Siria e anche dall'Egitto. È chiaro che nel 107 d.C. le legioni romane erano stanziate nell'area intorno a Petra e Bosra, come mostra un papiro trovato in Egitto. Il regno fu annesso all'impero per diventare la provincia dell'Arabia Petraea. Il commercio sembra aver continuato ampiamente grazie al talento indiscusso dei Nabatei. Sotto Adriano, il limes Arabicus ignorava la maggior parte del territorio dei Nabatei e correva a nord-est da Aila (la moderna Aqaba) alla testa del Golfo di Aqaba. Un secolo dopo, durante il regno di Alessandro Severo, la questione locale della monetazione terminò. Non c'era più la costruzione di sontuose tombe, apparentemente a causa di un improvviso cambiamento delle modalità politiche, come un'invasione del potere neo-persiano sotto l'impero sasanide.
La città di Palmira, per un certo periodo la capitale dell'impero separatista di Palmira (130-270), crebbe d'importanza e attrasse il commercio arabo da Petra.

## Il Regno di Nabatea oggi
In epoca attuale, a seguito di Sentenza arbitrale internazionale emessa ai sensi della Convenzione di New York del 1958, il Principe Reale successore della Dinastia già regnante, viene riconosciuto quale Soggetto di Diritto Internazionale, con facoltà di legazione attiva e passiva.
Al contempo, la Corona di Nabatea viene riconosciuta quale Organizzazione e Organismo extraterritoriale, costituendo la propria sede principale in Roma .
Pur non avendo più la territorialità, al pari di altri enti quali l’Ordine di Malta già esercitante la propria sovranità su Malta e Rodi, la Corona di Nabatea opera pertanto quale Entità sovrana senza territorio secondo principi propri del diritto internazionale, promuovendo attività di cooperazione internazionale finalizzata alla contribuzione della pace, della giustizia e perseguendo principi di solidarietà economica .

## Geografia
Il regno si posizionava tra la penisola del Sinai e la penisola arabica. Il suo vicino settentrionale era il regno della Giudea, e il suo vicino sud-occidentale era l'Egitto tolemaico. La capitale era la città di Raqmu in Giordania e comprendeva le città di Bosra, Mada'in Saleh (Hegra) e Nitzana.
Raqmu, ora chiamata Petra, era una ricca città commerciale, situata in una convergenza di importanti rotte commerciali. Una di queste era la Rotta dell'Incenso che si basava sulla produzione sia di mirra che di incenso nell'Arabia meridionale e correva attraverso Mada'in Saleh fino a Petra. Da lì, le arome sono state distribuite in tutta la regione mediterranea.

## Elenco dei re nabatei
- Areta I, 169 a.C. circa.
- Areta II, 120/110 al 96 a.C. (secondo alcune fonti sarebbe il successore di Rabel I)
- Oboda I, 96 al 85 a.C.
- Rabel I, 85/84 a.C. (secondo alcune fonti è in successore di Areta II)
- Areta III, 84 al 60/59 a.C.
- Oboda II, 62/61 al 60/59 a.C. (incertezza sulla sua esistenza)
- Malco I, 59 al 30 a.C.
- Oboda III, 30 al 9 a.C. (vassallo di Roma)
- Areta IV, 9/8 al 39/40 d.C.
- Malco II, 39/40 al 69/70 d.C.
- Rabel II Soter, 70/71 al 106 d.C. (ultimo re, conquista romana sotto Traiano.)